# 1911

## Esdeveniments
Països Catalans
- 17 de gener - Arenys de Mar, Maresme: Lluís Ferran de Pol, escriptor català (m. 1995).
- 31 de gener: Un dur temporal de mar, conegut com el Temporal de la Candelària, assota la costa entre Barcelona i València durant quatre dies, amb un resultat de 140 pescadors morts, 37 d'ells només de Peníscola.
- febrer - Barcelona: Publicació de l'Almanac dels noucentistes.
- 14 de febrer - Barcelona: Creació de les tres primeres seccions de l'Institut d'Estudis Catalans: Secció Històrico-Arqueològica, de Ciències, i Filològica.
- 15 d'abril - Barcelona: Estrena de La reina jove, d'Àngel Guimerà, al Teatre Principal, amb Margarida Xirgu.[1]
- 11 de juliol - Barcelona: Es crea l'Escola Superior d'Agricultura de Barcelona, avui integrada a l'EEABB, que inicià les classes el 1912.[2]
- 8 - 10 de setembre - Barcelona: congrés fundacional de la Confederació Nacional de Treballadors (CNT).
- setembre - País Valencià: aldarulls violents a Cullera (Fets de Cullera) i altres localitats del País Valencià.
- 12 de setembre Toronto (Ontario (Canadà)): l'enginyer estatunidenc Fred Stark Pearson hi crea el grup empresarial Barcelona Traction, Light and Power, amb l'objectiu de desenvolupar la producció d'energia hidroelèctrica a gran escala, aprofitant els recursos hidràulics dels rius catalans.
- 7 de novembre, Perpinyà: S'inaugura la sala de cinema Le Castillet.[3]
- 18 de novembre - Barcelona: s'hi crea la companyia Energia Elèctrica de Catalunya amb l'objectiu de desenvolupar la producció d'energia hidroelèctrica aprofitant els recursos hidràulics de la Vall Fosca (Pallars Jussà).

Resta del món
- Els italians ocupen Líbia, al nord d'Africa.
- 26 de gener, Dresden, Alemanya: estrena de l'òpera Der Rosenkavalier de Richard Strauss a la Königliches Opernhaus.[4]
- 19 de febrer - Bombai, Índia Britànica: Merle Oberon, actriu de cinema britànica (m. 1979).
- 19 de març: Se celebra per primera vegada el Dia Internacional de la Dona: Un milió de dones es manifesten a Europa.
- 31 de març - És botat el Titànic.
- 10 de maig - Ciudad Juárez (Mèxic): Els revolucionaris prenen la ciutat i Francisco Ignacio Madero nomena el seu primer gabinet.
- 24 de juliol - Machu Picchu (Perú): Troballa de les ruïnes de la ciutadella inca per Hiram Bingham.
- 21 d'agost - París: al Museu del Louvre un italià anomenat Vincenzo Perugia roba La Gioconda.
- Octubre - desembre - Xina: la dinastia manxú és enderrocada i Sun Yat-sen proclama la república.
- 6 de novembre - Francisco Ignacio Madero assumeix la presidència de Mèxic.
- 20 de novembre - Múnic: estrena pòstuma de Das Lied von der Erde (La cançó de la terra) de Gustav Mahler.
- 14 de desembre - L'expedició liderada pel noruec Roald Amundsen és la primera a trepitjar el pol Sud.

### Premis Nobel
| Camp                  | Guardonats                                          |  |  |
| --------------------- | --------------------------------------------------- |  |  |
| Física                | - Wilhelm Wien                                      |  |  |
| Química               | - Marie Curie                                       |  |  |
| Medicina o Fisiologia | - Allvar Gullstrand                                 |  |  |
| Literatura            | - Maurice Maeterlinck                               |  |  |
| Pau                   | - Tobias Michael Carel Asser - Alfred Hermann Fried |  |  |

## Naixements
Països Catalans
- 4 de gener - Sabadell: Adolf Cabané i Pibernat, músic català que compongué l'himne del Centre d'Esports Sabadell (1977 - actualitat) i el del Futbol Club Barcelona (oficial en el període 1957-1974).
- 11 de gener - Sa Pobla, Mallorca: Antònia Buades Vallespir –Madò Buades–, cantadora i folklorista mallorquina (m.2007).[6]
- 13 de gener - Sabadell: Llorenç Llobet-Gràcia, director de cinema català.
- 16 de gener - Barcelona: Mercedes Núñez Targa, política republicana catalana (m. 1986).[7]
- 22 de gener - Barcelona: Paulina Ódena García, Lina, militant i dirigent comunista, heroïna de la República. (m. 1936).[8]
- 25 de gener - Barcelona: Carme Millà Tersol, dibuixant i cartellista anarquista catalana.[9]
- 30 de gener - L'Alguer (Sardenya): Àngel Scala Salis Escriptor i recol·lector de cultura popular.
- 1 de febrer - Barcelona: Rosa Ricart i Ribera, bibliotecària catalana (m. 2005).[10]
- 8 de febrer - Albalat de la Ribera, Ribera Baixa: Maria Mulet, mestra i escriptora valenciana (m. 1982).[11]
- 8 de març - Paulo Afonso: Maria Bonita, cangaceira brasilera (m. 1938).
- 7 d'abril - Barcelona: Anna Maria Tugas i Masachs, atleta dels anys 30, campiona de Catalunya i d'Espanya (m. 2015).[12]
- 26 d'abril - Barcelona (Barcelonès): Enric Freixa i Pedrals, enginyer industrial (m. 2002).[13]
- 30 d'abril - Catarroja: Ethelvina-Ofelia Raga Selma, compositora, organista, directora d'orquestra i escriptora valenciana, primera dona a dirigir la Banda Municipal de València.[14]
- 11 de maig - Sabadell: Ricard Simó i Bach, biògraf sabadellenc (m. 1991).[15]
- 22 de maig - Sant Celoni (Vallès Oriental): Rafael Ferrer i Fitó, músic (m. 1988).[16]
- 28 de maig, Barcelona: Maria Rosa de Navas i Escuder, ceramista catalana.[17]
- 14 de juny - Arbeca, Raimunda Elías Marca, mestra, primera aviadora de vol sense motor, a l'estat espanyol (m. 2001).[18]
- 26 de juny - Barcelona: Maria Carbonell i Mumbrú, pianista catalana (m. 1988).[19]
- 19 de juliol - Sant Genís dels Agudells (Barcelonès): Agustí Chalaux i de Subirà, teòric polític, econòmic i social.
- 21 de juliol - Maó (Menorca): Maria Lluïsa Serra Belabre, arqueòloga, historiadora i arxivera menorquina.[20]
- 22 d'agost - Castalla (l'Alcoià): Enric Valor Vives, escriptor i gramàtic.
- 9 de setembre - València (l'Horta): Manuel Sanchis Guarner, filòleg, historiador i escriptor (m. 1981).
- 19 de setembre - Newquay (Anglaterra): William Golding, escriptor anglès guardonat amb el Premi Nobel de Literatura l'any 1983.
- 22 d'octubre - Sant Feliu de Guíxols: Margarita Wirsing i Bordas, primera llicenciada en Ciències Físico-Químiques a Espanya (m. 1995).[21]
- 23 d'octubre - Sant Andreu de Palomar, Barcelona: Joan Pich Santasusana, violoncel·lista, compositor, director d'orquestra (m. 1999).[22]
- 7 de novembre - Portbou, Alt Empordà: Ángeles Santos Torroella, pintora i artista gràfica catalana (m. 2013).[23]
- 7 de novembre - Algemesí (la Ribera Alta): Joan Pere Segura de Lago, arquitecte.
- 24 de novembre - Igualada: Maria Teresa Sàbat i Salinas, mecenes catalanista i fundadora de l'Editorial Alcides (m. 2011).[24]
- 9 de desembre - Barcelona: Carles Sentís, periodista, escriptor i polític català (m. 2011).
- 16 de desembre - Oviedo: Dolores Medio Estrada, novel·lista asturiana en castellà, premi Nadal de 1953 (m.1996).[25]
- Barcelona, Jaume Batlle Bigas, aparellador i mestre d'obres.
- Barcelona: Margarida Sans i Jordi, escultora catalana (m. 2006).[26]
- Corfú (Grècia): Lluís Millet i Farga, violoncel·lista català (m. 1976).[27]
- Vilassar de Mar: Olimpia Torres Piña, pintora, dibuixant i muralista uruguaiana d'origen català (m. 2007).[28]

Resta del món
- 17 de gener - Seattle, Washington (EUA): George Stigler, economista nord-americà, Premi Nobel d'Economia de l'any 1982 (m. 1991).

- 18 de gener - Handahuaylas (Perú), José María Arguedas, escriptor i antropòleg peruà.
- 31 de gener - Strumica, Imperi Otomà: Baba Vanga, clarivident i curandera macedònica (m. 1996).[29]
- 6 de febrer - Tampico (Illinois), Estats Units d'Amèrica: Ronald Reagan, polític estatunidenc, 40è president dels Estats Units (m. 2004)[30]
- 18 de febrer - Madrid: Julián Grimau, polític espanyol afusellat pel franquisme.
- 1 de març - Sarzana, Ligúria, Itàlia: Rina Ketty, cantant francesa nascuda a Itàlia (m. 1996).[31]
- 3 de març - Kansas City, Missouri: Jean Harlow, actriu estatunidenca i sex symbol de la dècada de 1930 (m. 1937).[32]
- 9 de març - Vílnius: Clara Rockmore, intèrpret virtuosa del theremin (m. 1998).[33]
- 13 de març - L. Ron Hubbard, escriptor estatunidenc i fundador de la Cienciologia.(m. 1986)[34]
- 18 de març - Hernani: Gabriel Celaya, poeta basc en llengua castellana (m. 1991).[35]
- 20 de març - Zamora, Michoacán (Mèxic): Alfonso García Robles, diplomàtic mexicà, Premi Nobel de la Pau de 1982 (m. 1991).
- 21 de març - Madrid: Encarnación Cabré Herreros, primera arqueòloga espanyola (m. 2005).[36]
- 26 de març - Leipzig (Alemanya): Bernard Katz, metge i bioquímic, Premi Nobel de Medicina o Fisiologia de l'any 1970 (m. 2003).
- 26 de març - Columbus, Mississipi: Tennessee Williams, escriptor nord-americà (m. 1983).[37]
- 29 de març - Colònia: Freya von Moltke, activista alemanya membre del grup de resistència antinazi Cercle de Kreisau (m. 2010).[38]
- 31 de març - Yutz, Mosel·la: Elisabeth Grümmer, soprano lírica alemanya  (m. 1986).[39]
- 8 d'abril:
  - Saint Paul (EUA): Melvin Calvin, bioquímic estatunidenc, Premi Nobel de Química de l'any 1961 (m. 1997).[40]
  - Braunschweig (Alemanya) Heinz Tobien, paleontòleg alemany.
- 6 d'abril - Múnic (Alemanya): Feodor Lynen, bioquímic alemany, Premi Nobel de Medicina o Fisiologia de l'any 1964 (m. 1979).[41]
- 12 d'abril - A Cañiza: Rita Fernández Queimadelos, arquitecta espanyola, la segona a obtenir el títol en aquest país (m. 2008).[42]
- 21 d'abril - Nova York, (EUA): Leonard Warren, baríton estatunidenc (m. 1960)[43]
- 30 d'abril - Pitzling, Alemanyaː Luise Rinser, escriptora alemanya (m. 2002).[44]
- 5 de maig - Dhalghat, Patiya, Bangladesh: Pritilata Waddedar, revolucionària i activista per la independència d'Índia (m. 1932).[45]
- 15 de maig - Zúric (Suïssa): Max Frisch, escriptor suís.
- 17 de maig - 
  - Boyle: Maureen O’Sullivan, actriu nord-americana d'origen irlandès (m. 1998).[46]
  - Almenar de Soria: Elvira Gascón, pintora i professora de l'exili republicà espanyol (m. 2000).[47]
- 20 de maig - Kapelle: Anna M. G. Schmidt, escriptora neerlandesa, considerada una de les més grans escriptores del seu país (m.1995).[48]
- 22 de maig - Southwarkː Violet Olney, atleta britànica, medalla de plata als Jocs Olímpics de Berlín de 1936 (m. 1999).[49]
- 27 de maig -Wallace (Dakota del Sud), EUA: Hubert Humphrey, vicepresident dels Estats Units durant el mandat de Lyndon B. Johnson (m. 1978).[30]
- 31 de maig - París (França): Maurice Allais, físic i economista francès, Premi Nobel d'Economia de l'any 1988 (m. 2010).[50]
- 2 de juny - Hulan, Heilongjiang (Xina): Xiao Hong, escriptora xinesa (m. 1942).[51]
- 13 de juny - San Francisco (EUA): Luis Walter Álvarez, físic nord-americà, Premi Nobel de Física de l'any 1968 (m. 1988).[52]
- 22 de juny - Rotterdam: Marie Braun, nedadora neerlandesa, medallista olímpica (m. 1982).[53]
- 25 de juny - Nova York (EUA): William Howard Stein, químic i bioquímic estatunidenc, Premi Nobel de Química de l'any 1972 (m. 1980).[54]
- 30 de juny - Šeteniai (Imperi Rus): Czesław Miłosz, escriptor nord-americà d'origen polonès, Premi Nobel de Literatura 1980 (m. 2004).[55]
- 7 de juliol - Cadegliano-Viconago (Itàlia): Gian Carlo Menotti, compositor i llibretista estatunidenc, nascut italià (m. 2007).[56]
- 5 de juliol - Montboudif, França: Georges Pompidou, segon president de la República francesa (m. 1974).[57]
- 16 de juliol - Independence, Missouri, Estats Units: Ginger Rogers, actriu i cantant estatunidenca.[58]
- 17 de juliol, Pequín (Xina): Yang Jiang, dramaturga, escriptora i traductora xinesa, especialment coneguda per la traducció d'obres occidentals com El Quixot (m. 2016).[59]
- 6 d'agost, Jamestown, Nova York: Lucille Ball, actriu còmica estatunidenca (m. 1989).[60]
- 9 d'agost - Pittsburgh, Pennsilvània (EUA): William Alfred Fowler, físic nord-americà, Premi Nobel de Física de l'any 1983 (m. 1995).[61]
- 16 d'agost - Viena: Ylla, fotògrafa hongaresa considerada la fotògrafa d'animals més competent del món (m. 1955).[62]
- 20 d'agost - New Bedford, Massachusetts: Isabel Morgan, viróloga nord-americana; creà una vacuna contra la poliomielitis (m. 1996).[63]
- 25 d'agost - província de Quảng Bình (Indoxina francesa): Vo Nguyen Giap, polític i militar vietnamita.
- 3 de setembre - Valparaíso: Laura Allende Gossens, política xilena (m. 1981).[64]
- 19 de setembre - Newquay, Cornualla (Anglaterra): William Golding, escriptor anglès, Premi Nobel de Literatura de l'any 1983 (m. 1993).[65]
- 26 d'octubre - Nova Orleans, Louisiana (EUA): Mahalia Jackson, cantant de gòspel, pianista, saxofonista i trompetista (m. 1972).[66]
- 30 d'octubre - Providence (Rhode Island), Estats Units: Ruth Hussey, actriu estatunidenca (m. 2005).[67]
- 2 de novembre - Càndia (Creta): Odisseus Elitis, poeta grec, Premi Nobel de Literatura de l'any 1979 (m. 1996).
- 27 de novembre - Intramuros, Manila: Fe del Mundo, pediatra filipina, fundadora del primer hospital pediàtric de les Filipines (m. 2011).[68]
- 3 de desembre - Milà (Itàlia): Nino Rota, compositor italià.
- 5 de desembre - Como: Carla Prina, pintora abstracta italiana (m. 2008).[69]
- 6 de desembre - Xangai (Xina): Zheng Junli, actor, guionista i director de cinema xinès (m. 1969).[70]
- 11 de desembre - El Caire (Egipte): Naguib Mahfuz, escriptor egipci, Premi Nobel de literatura.
- 13 de desembre - Skedsmo (Noruega). Trygve Haavelmo, economista noruec, Premi Nobel d'Economia de l'any 1989 (m. 1999).
- 18 de desembre - Middletown (Connecticut, EUA): Jules Dassin, director de cinema i guionista estatunidenc.
- 23 de desembre - Londres (Anglaterra): Niels Kaj Jerne, Premi Nobel de Medicina o Fisiologia de l'any 1984 (m. 1994).
- 25 de desembre - París: Louise Bourgeois, artista francesa instal·lada a Nova York (m. 2010).[71]
- 27 de desembre - Madrid: Juana Francisca Rubio, pintora i cartellista espanyola defensora de la República (m. 2008).[72]

## Necrològiques
Països Catalans
- 7 de febrer, Sabadell: Pau Colomer i Oliver, industrial tèxtil, comerciant, escriptor i promotor de la cultura catalana.
- 11 de febrer, Barcelona: Isidre Nonell i Monturiol, pintor i dibuixant català.
- 14 de febrer, Barcelona: Carme Bonaplata i Cuní, soprano catalana (n. 1869).[73]
- 29 d'abril, Palma: Manuela de los Herreros Sorà, escriptora i administradora mallorquina (n. 1845).[74]
- 2 de juliol, València: Teodor Llorente, poeta i polític, màxim representant de la Renaixença valenciana (n. 1836).[75]
- 25 de juliol, Sabadell: Josep Santanac i Camps, primer propietari que edificà al barri d'Hostafrancs de Sabadell, el 1883.
- 2 d'agost, Badalona: Pere Renom i Riera, escriptor i polític català (n. 1850)[76]
- 3 de novembre, València: Salvador Giner i Vidal, compositor i professor de música valencià (n. 1832).
- 20 de desembre, Barcelona: Joan Maragall, poeta i periodista (n. 1860).
- València: Josep M. Puig i Torralva, escriptor (n. 1854).

Resta del món
- 15 de gener - Lisboa, Portugal: Carolina Coronado: escriptora romàntica espanyola.[77]
- 8 de febrer - Graus, Ribagorça: Joaquín Costa Martínez, polític, jurista, economista i historiador aragonès (m. 1846).
- 28 de febrer - Florènciaː Ida Baccini, pedagoga, escriptora i periodista italiana (n. 1850).[78]
- 1 de març - Berlín, Alemanya: Jacobus Henricus van't Hoff, Premi Nobel de Química 1901 (n. 1852).
- 2 de març - Madrid: Joaquina García Balmaseda, actriu, periodista, poeta, comediògrafa i escriptora espanyola (n. 1837).[79]
- 15 d'abril - Berlínː Wilma Neruda, violinista moraviana (n. 1838).[80]
- 25 d'abril - Torí, Itàlia, Emilio Salgari, escriptor i periodista italià (n. 1862).[81]
- 18 de maig - Viena, Imperi Austrohongarès: Gustav Mahler, compositor i director d'orquestra austríac (n. 1860).[82]
- 21 de maig - Boston, Massachusetts: Williamina Fleming, astrònoma estatunidenca (n. 1857).[83]
- 7 de juny - Neuilly-sur-Seine (França): Maurice Rouvier, estadista francès, President del Consell de França (n. 1842).[84]
- 5 de juliol - Torí: Maria Pia de Savoia, princesa de Sardenya i després d'Itàlia, es convertí en reina de Portugal (n. 1847).[85]
- 13 de juliol - Madrid (Espanya): Trinitario Ruiz Capdepón, polític i advocat valencià (n. 1836).
- 29 d'octubre - Makó, Hongria: Joseph Pulitzer, editor i periodista hongarès (n. 1847).

- Berlín: Friedrich Spielhagen, novel·lista
- Santiago de Xile: : José Arce Cerda, metge i polític